# 21610 Rosengard
21610 Rosengard è un asteroide della fascia principale. Scoperto nel 1999, presenta un'orbita caratterizzata da un semiasse maggiore pari a 2,7895314 UA e da un'eccentricità di 0,2422443, inclinata di 9,96300° rispetto all'eclittica.